# Epimedium sasakii
Epimedium sasakii är en berberisväxtart som beskrevs av Maekawa. Epimedium sasakii ingår i släktet sockblommor, och familjen berberisväxter. Inga underarter finns listade i Catalogue of Life.